# Antonio Carlos Rodrigues
Antonio Carlos Rodrigues (São Paulo, 17 de mayo de 1950) es un político brasileño afiliado al Partido de la República (PR). Fue ministro de Transportes durante el segundo Gobierno de Dilma Rousseff. Asimismo, fue senador por el Estado de São Paulo entre 2012 y 2014. 

## Biografía
Antonio Carlos Rodrigues nació en São Paulo el 17 de mayo de 1950. Formado en Derecho por la Universidad de São Paulo, es abogado y procurador. Comenzó su vida pública en 1978, a los 28 años, como asistente de dirección en la Compañía de Saneamiento Básico del Estado de São Paulo - Sabesp.

## Trayectoria
En la década de 1980 ejerció los cargos de procurador, secretario parlamentario, asesor parlamentario y jefe de Gabinete de la Presidencia en la Asamblea Legislativa del Estado de São Paulo. También integró el Consejo Administrativo de la Compañía Metropolitana de São Paulo y fue Secretario Adjunto de la Secretaría de Deportes y Turismo del Estado de São Paulo. Más tarde pasó a la presidencia de la Empresa Metropolitana de Transportes Urbanos de São Paulo (EMTU) y fue Secretario de Servicios Públicos del Ayuntamiento de Guarulhos.

## Cámara Municipal de São Paulo
Antonio Carlos Rodrigues fue elegido concejal de São Paulo por primera vez en 2000 y reelegido por tres veces consecutivas en 2004, 2008 y 2012. Él asumió su primer mandato en la Cámara en 1 de enero de 2001. En 2007, fue elegido Presidente de la Cámara, cargo que ocupó hasta el final de 2010. En 2012, fue elegido para su cuarto mandato, hecho inédito en la historia de la Cámara Municipal de São Paulo, fue el único concejal a ocupar por cuatro veces consecutivas la Presidencia de la Casa. En ese periodo, llegó a ocupar por cuatro veces el cargo de alcalde de la capital paulista.

### Panel electrónico
El 4 de julio de 2012, Antonio Carlos Rodrigues y otros dieciséis concejales de la ciudad de São Paulo fueron acusados por el periódico El Estado de S. Paulo de hacer fraude en el panel electrónico que controla la asistencia a la Cámara Municipal de São Paulo. En efecto, los concejales usaban métodos poco claros para justificar su presencia en la Câmara y así evitar el descuento de R$ 465 en su hoja de pago por ausencia injustificada.

## Senado
Suplente de la senadora por el PT de São Paulo, Marta Suplicy, electa en 2010 y que en esa fecha se haría cargo del ministerio de Cultura, asumió el mandato en el Senado en octubre de 2012. Permaneció en el cargo hasta noviembre de 2014, cuando Marta Suplicy retornó al Senado.
El 29 de diciembre de 2014, fue propuesto por la presidenta de la República Dilma Rousseff como el nuevo ministro de Transportes, habiendo tomado posesión el día 1 de enero de 2015. El día 12 de mayo de 2016, cesó como el conjunto del Gobierno por el triunfo del proceso de destitución de la presidenta Dilma Rousseff.
En el Senado, Antonio Carlos Rodrigues integró el Bloque Parlamentario Unión y Fuerza, que congregaba los senadores del PR, PTB, PSC y PPL. La bancada fue la 3.ª mayor del Senado y un brazo de apoyo firme al Gobierno de la presidenta Dilma Rousseff. A principios de 2013, fue designado integrante de la Procuraduría Parlamentaria y del Consejo de Ética y Decoro Parlamentaria del Senado.
Integró las comisiones de Constitución, Justicia y Ciudadanía (CCJ) y de Asuntos Económicos (CAE). También participó en la Comisión Mixta creada con el objetivo de promover la reglamentación de la Constitución Federal y de proponer la nueva legislación. Además de la Comisión Especial creada para actualizar el Código de Defensa del Consumidor, donde presentó varias enmiendas de su autoría contempladas en el proyecto del nuevo Código. Fue suplente en la Comisión de Ciencia, Tecnología, Innovación, Comunicación e Informática y en la Comisión de Servicios e Infraestructuras.
El 10 de abril de 2013, la Comisión de Asuntos Sociales (CAS) aprobó, por unanimidad, el PLS 420/2012, primer proyecto de ley presentado por Antonio Carlos Rodrigues en el Senado. La propuesta establecía que los permisos laborales fueran escritos en lenguaje simple y accesible, haciéndolos disponibles en internet y en versiones en braille y caracteres aumentados, para atender la necesidad de los deficientes visuales.

## Distinciones
Destacado por la revista Veja como uno de los parlamentarios con más intervenciones en 2013, fue el senador más popular del Estado de São Paulo. El ranking anual de la revista Vea es elaborado desde 2011 con la colaboración del Núcleo de Estudios sobre el Congreso (Necon), del Instituto de Estudios Sociales y Políticos de la Universidad del Estado de Río de Janeiro (Iesp-Uerj).

## Ministerio de Transportes
Fue anunciado en 29 de diciembre de 2014 como el nuevo ministro de los Transportes, habiendo sido empossado pela presidente Dilma Rousseff el día 1 de enero de 2015. En ceremonia el 5 de enero de 2015, Antonio Carlos Rodrigues recibió de su antecesor, Paulo Sérgio Pasos, el mando de la Carpeta. Permaneció en el cargo hasta el día del alejamiento de Dilma por Senado Federal, el 12 de mayo de 2016.